# Brew-kit

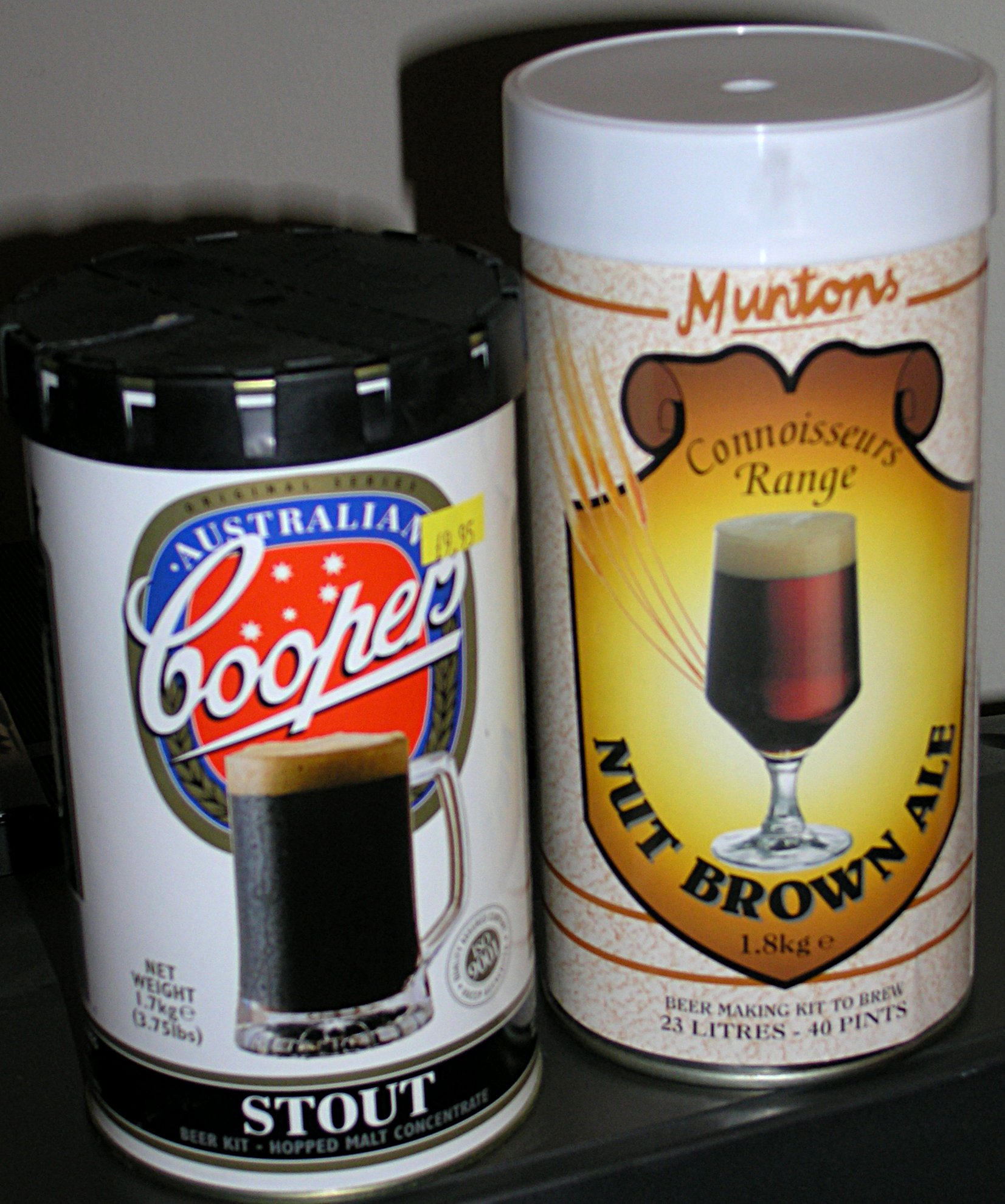
Nachmielone ekstrakty słodowe w puszce (Brew-kit)

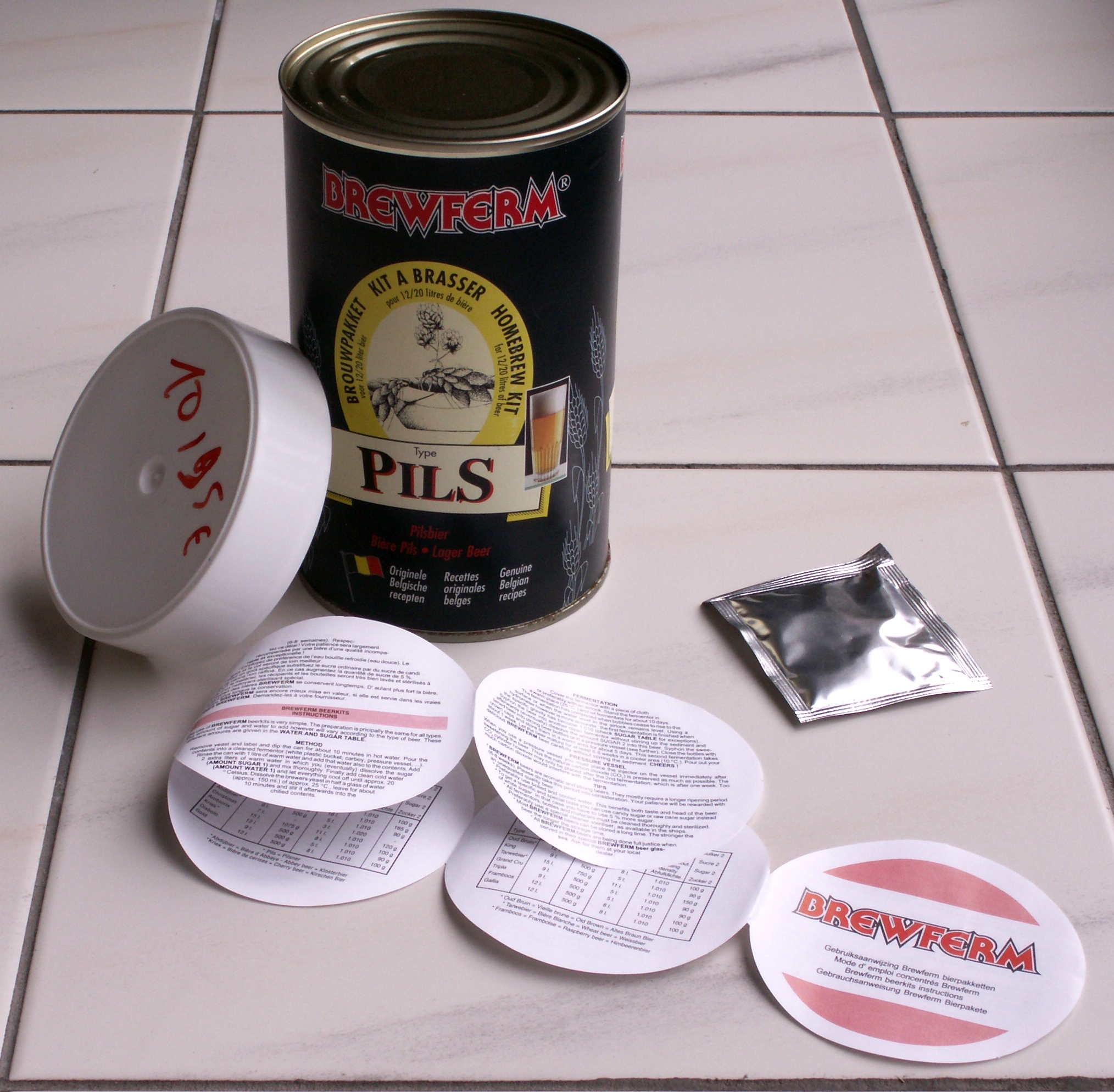
Zestaw brew-kit: ekstrakt w puszce, drożdże w saszetce, instrukcja

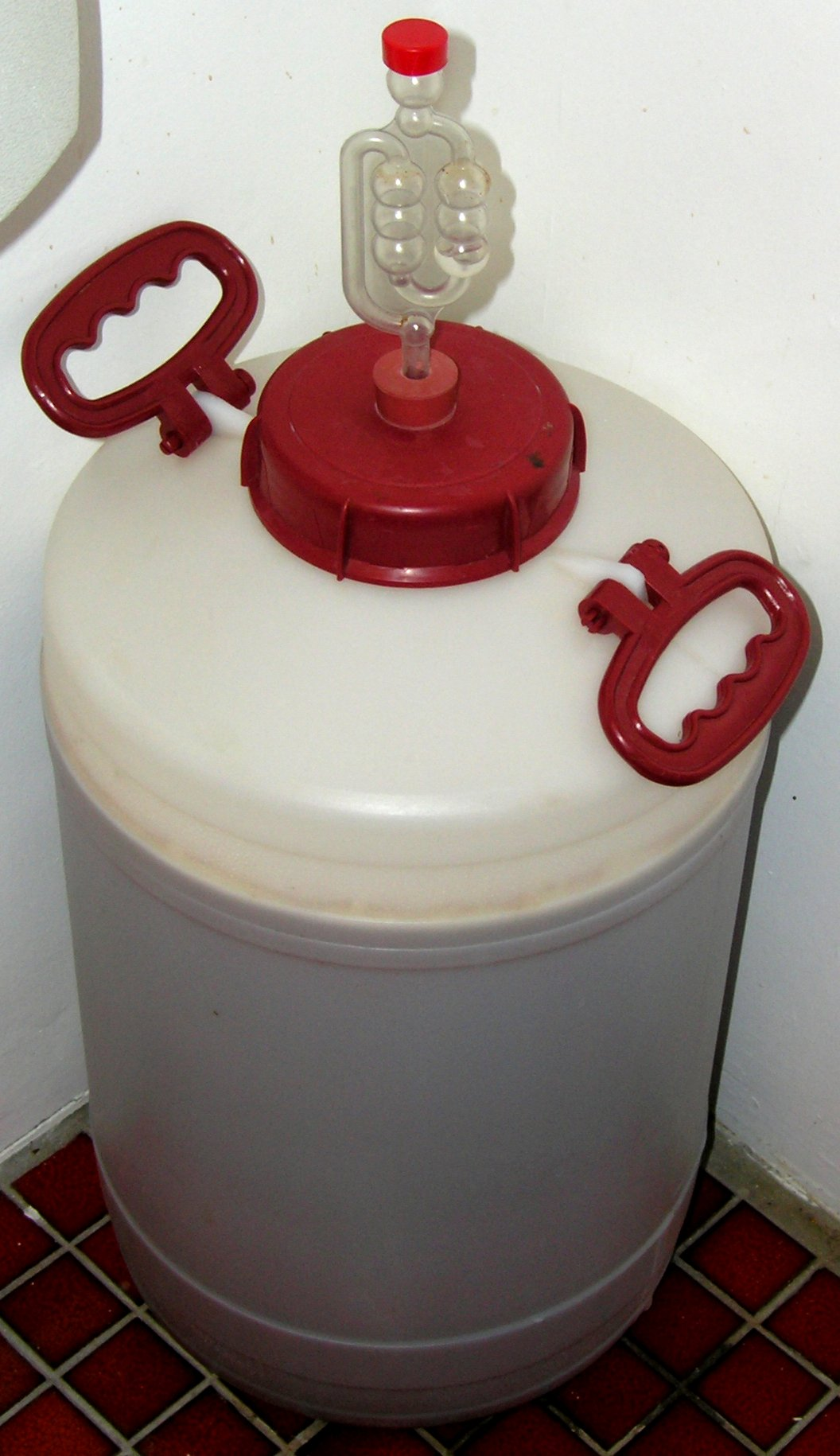
Domowy fermentor

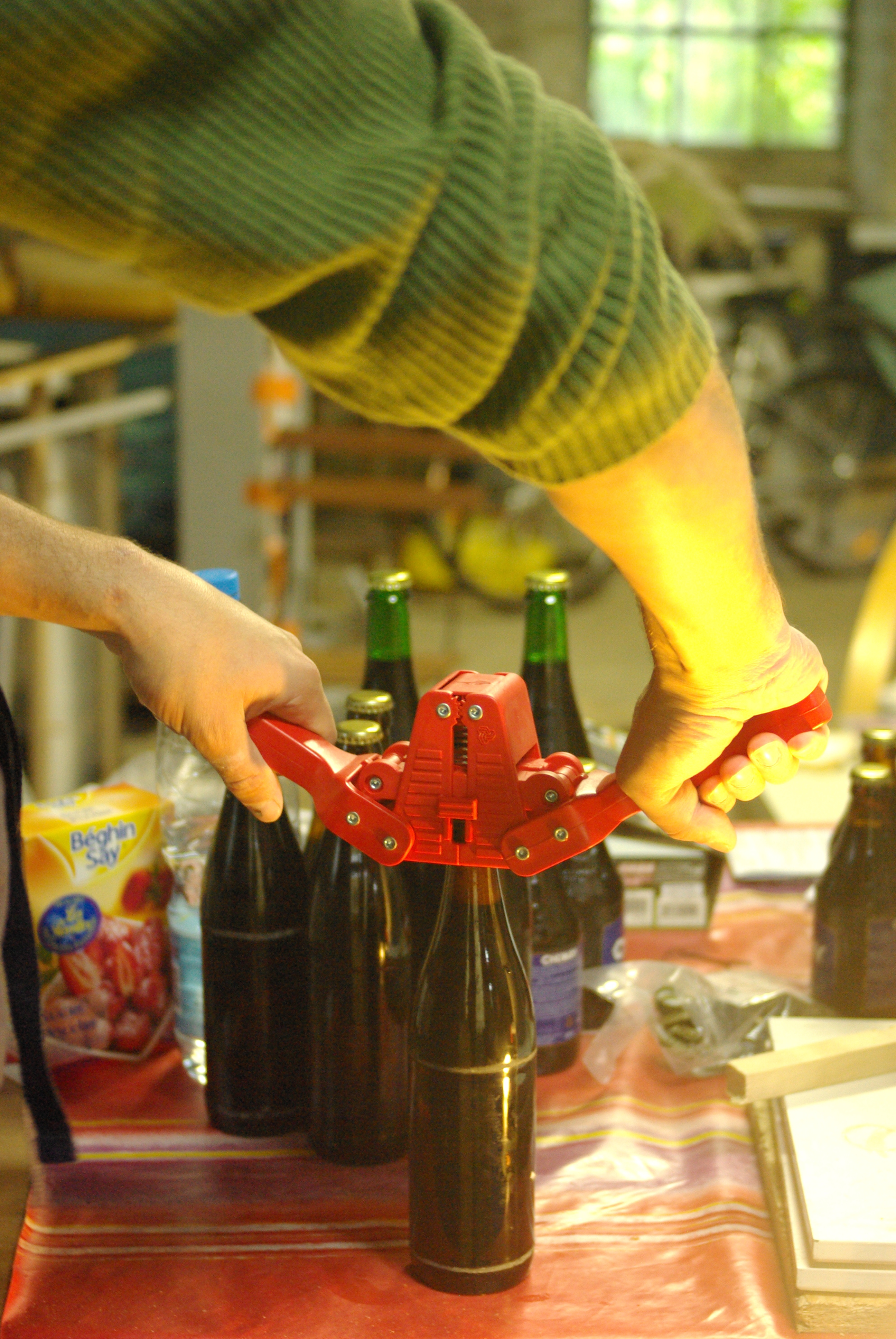
Kapslowanie butelek kapslownicą ręczną

Brew-kit (czyt. brukit) – nachmielony ekstrakt słodowy, półprodukt służący do szybkiego uwarzenia piwa w warunkach domowych. Brew-kit to zagęszczona do ok. 80% brzeczka piwna w postaci gęstego syropu z dodatkiem chmielu. Ekstrakt ten znajduje się w puszce, do której dołączona jest saszetka z drożdżami oraz instrukcja warzenia. Nachmielone ekstrakty słodowe przygotowane są z odpowiedniej kompozycji słodów pozwalających na uwarzenie piwa w konkretnym gatunku. Dostępne są dwa rodzaje brew-kitów: z zawartością cukru pozwalającego na fermentację alkoholową lub bez niego.

## Historia
Pierwsze nachmielone ekstrakty słodowe w puszkach pojawiły się krótko po zalegalizowaniu piwowarstwa domowego w Anglii (1963 r.), Australii (1972 r.) i USA (1978 r.). W Polsce brew-kity dostępne są od 2001 r., kiedy wysyłkowy Dom Piwa Grossmann rozpoczął dystrybucję zestawów marki Braupartner. Obecnie w Polsce dostępne są ekstrakty słodowe pozwalające uwarzyć niemal każdy gatunek piwa. Wiodącymi markami są angielskie Muntons, Brewmaker, Geordie, australijski Coopers, belgijski Brewferm oraz polska Wytwórnia Ekstraktów Słodowych z Wolsztyna. Pierwszym polskim nachmielonym ekstraktem słodowym był Browamator Jasne Pełne – brew-kit przygotowany w 2003 roku przez wolsztyńską wytwórnię dla firmy Browamator.

## Przygotowanie piwa z Brew-kitu
Do przygotowania piwa z użyciem nachmielonego ekstraktu słodowego potrzebny jest 1 kg cukru lub glukozy, garnek, 20 litrowy fermentor, ok. 40 butelek 0,5 l typu krachla lub standardowych + kapsle, kapslownica domowa. Warzenie piwa trwa ok. 30 minut oraz 7-14 dni fermentacji. Jedna puszka Brew-kitu pozwala na uwarzenie najczęściej 17-23 litrów piwa.
- Spod przykrywki należy wciągnąć saszetkę z drożdżami
- Nieotwartą puszkę należy ogrzać w gorącej wodzie w celu uzyskania bardziej płynnej konsystencji syropu.
- Należy doprowadzić do wrzenia ok. 2 litry wody i wsypać 1 kg cukru, glukozy lub specjalnego ekstraktu słodowego jako surowca do fermentacji.
- Całość należy wymieszać, doprowadzić do wrzenia i gotować ok. 5 minut.
- Do fermentora należy wlać ok. 3,5 litra gorącej wody, a następnie przelać zawartość puszki (brew-kitu) i wymieszać.
- Następnie należy wlać wcześniej przygotowane 2 litry wody z cukrem lub zamiennikiem cukru i wymieszać.
- Powstałą w ten sposób brzeczkę należy uzupełnić zimną wodą do podanej przez producenta zalecanej objętości.
- Jeżeli temperatura brzeczki spadła poniżej 30 °C, należy rozsypać na jej powierzchni drożdże z saszetki.
- Fermentor należy zamknąć szczelnie pokrywką z rurką fermentacyjną i pozostawić na 7 dni w celu przeprowadzenia fermentacji i sklarowania piwa. Jeżeli ekstrakt brzeczki ma powyżej 15° Blg, fermentację powinno się wydłużyć do co najmniej 10 dni. Zalecana temperatura fermentacji to 18-22 °C.
- Po zakończonej fermentacji młode piwo należy rozlać do butelek z dodatkiem cukru lub glukozy (180 g na 20 l) w celu właściwego nagazowania piwa i refermentacji i odstawić na kilka tygodni.

W celu mocniejszego nachmielenia można dodatkowo dosypać granulatu chmielowego. Użycie innych ilości wody lub cukru niż zalecane przez producenta może spowodować zmianę w treściwości, smaku i zawartości alkoholu w gotowym piwie. Zawartości puszki nie powinno się dzielić na mniejsze porcje, gdyż dodatek chmielu znajduje się najczęściej w górnej części puszki.